# Heinz Wimmer (Komponist)

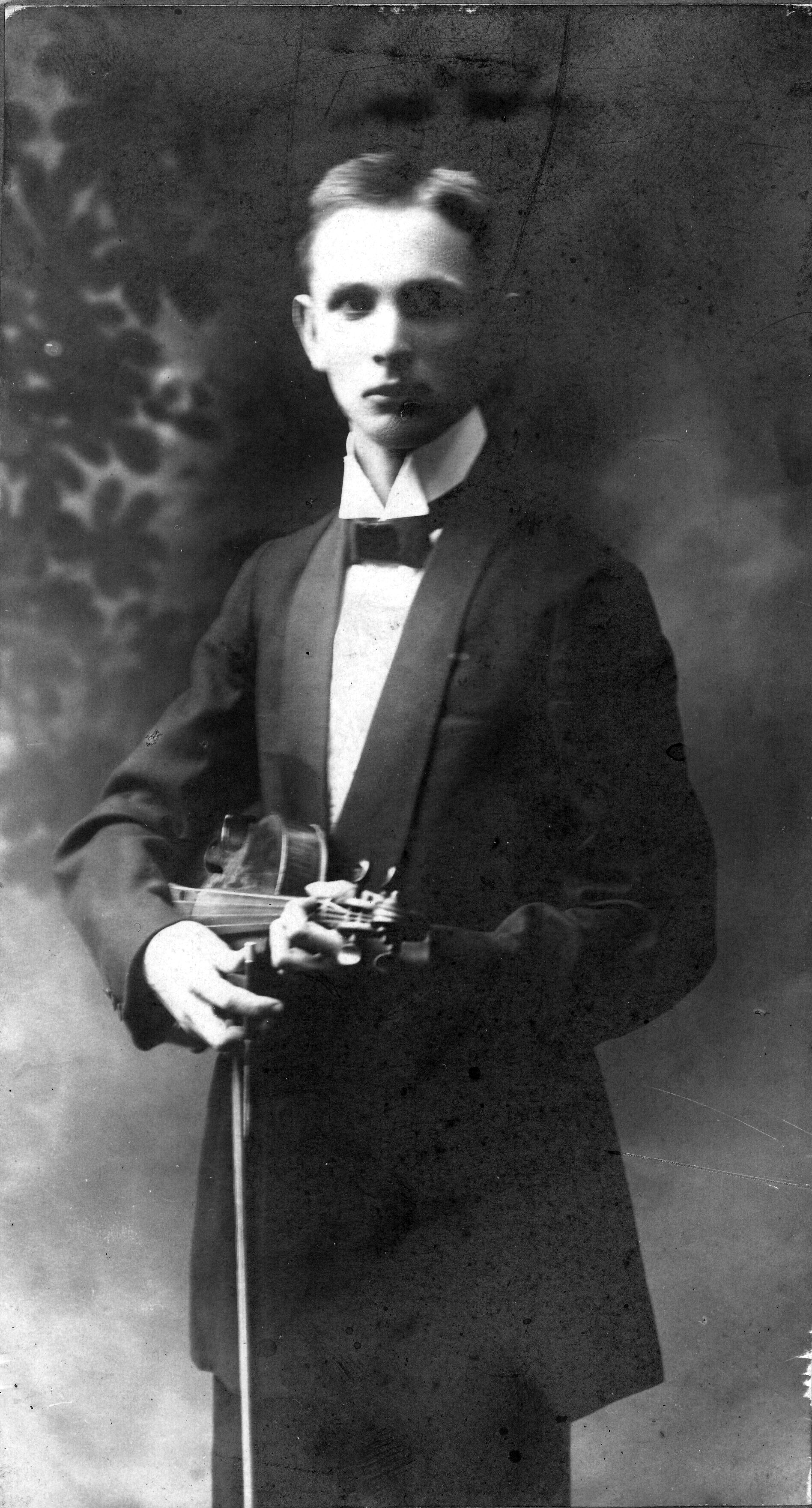
Heinrich Wimmer

Heinrich „Heinz“ Wimmer (* 9. Januar 1897; † 22. September 1985) war ein deutscher Komponist.

## Leben
Heinrich Wimmer stammt aus einem alten Passauer Lehrergeschlecht und wurde als dessen letzter männlicher Nachkomme am 9. Januar 1897 geboren. Schon als Kind zeigte er eine ausgesprochene musikalische Begabung. Er erlernte früh das Klavier und Orgel spielen. Geigenunterricht erhielt er vom Obermusikmeister des 16. Infanterieregiments Pöll. Mit 9 Jahren spielte er für den Bischof. Der junge Heinrich Wimmer bildete sich an der Präparandenschule in Passau und am Lehrerseminar in Straubing für den pädagogischen Beruf aus. Um seine musikalischen Studien zu vervollkommnen und zu vertiefen, studierte er Musiktheorie und Kompositionslehre bei August Reuß in München, mit dem ihn ein sehr freundliches Lehrer-Schüler-Verhältnis verband. Die Volksschullehrerlaufbahn Wimmers begann noch während des Ersten Weltkriegs und führte ihn an verschiedene Orte des Bayerischen Waldes. Die weiteren Stationen waren Büchlberg, Perlesreut, Hengersberg und Passau, wo er auch seinen Ruhestand verbrachte.

## Wirken als Musiker
Er gab Konzerte mit Opernsängern, er studierte mit dem Dorf eine Bühnenbearbeitung der Schönen Müllerin von Franz Schubert ein, veranstaltete mit dem Gesangverein jedes Mal eine große musikalische Faschingsgaudi, von deren Erlös sogar ein Klavier gekauft werden konnte, und führte die Oper Hänsel und Gretel von Humperdinck auf, um die Schulspeisung der Kinder aufrechterhalten zu können. Nach dem Krieg wurde Wimmer Chordirektor und Musiklehrer in Passau. Bis ins hohe Alter hinein widmete er sich hier ganz der Musik.

## Werk
Sein kompositorisches Schaffen ist hauptsächlich dem Kunstlied gewidmet. Er vertonte Texte von Gerhart Hauptmann, Eichendorff, Ruth Schaumann und anderen und besonders auch von Hans Carossa, der Wimmers Kompositionsstil für seine Gedichte sehr schätzte. In seinem Werkverzeichnis finden sich auch Zyklen wie die Altindischen Lieder, Im Jahreskreis, Fünf geistliche Lieder und Stimmen der Nacht, die auf Schallplatte aufgenommen wurden. Die Rautendeleinlieder nach Gedichten von Gerhart Hauptmann wurden 1931 durch den Münchner Tonkünstlerverband im Odeon uraufgeführt. Die Rundfunkaufführung im Mai 1935 mit Elisabeth Hallstein als Solistin hinterließ einen ausgezeichneten Eindruck.
Ein kleiner Teil seines Schaffens galt den Instrumentalwerken für Streichquartette, Klavier oder Kammerorchester. Die Böhmerwaldidylle op. 10, eine symphonische Dichtung für Kammerorchester, wurde besonders bekannt und erlebte nach ihrer Uraufführung im Süddeutschen Rundfunk Stuttgart noch 50 Wiederholungen im selben Sender.

„Es lässt sich von all diesen Gesängen sagen, dass sie liedmäßig empfunden und verständig deklamiert sind, dass also ihre Komponisten die Bedürfnisse der lyrischen Vokalform und auch die Bedürfnisse der Sänger genau kennen; dass diese Lieder teils sehr schlicht, teils mit lebhafterer musikalischer Ausdeutung gestaltet sind“

„Die vier Lieder Heinz Wimmers nach Texten von Gerhart Hauptmann geben sich in einer gewissen Schlichtheit. Sie sind im allgemeinen geschickt gemacht und bergen lyrische Qualitäten“

„ein weiterzuführender Gedanke ist darin, das Rundfunkorchester zeitgenössisches Schaffen am Nachmittag bringen zu lassen. Arnold Laengefeld dirigierte. Ausgezeichneten Eindruck hinterließen die Lieder des Komponisten Heinz Wimmer – warmes Empfinden, verständnisvoll geschwungene Gesangslinien, Bereicherung vermittelnd – die Elisabeth Hallstein verinnerlicht sang.“

## Musikalien
Lieder mit Klavierbegleitung
- Lieder der Rautendelein Texte: Gerhart Hauptmann.[5]
- Billinger-Lieder.[6]
- Watzlik-Lieder.[7]
- Geistliche Lieder.[8]
- Im Jahreskreis.[9]
- Indische Lyrik.[10]
- Stimmen der Nacht.[11]
- Carossa-Lieder.[12]
- Passauer Nibelungenspiel (Martin Buchner).[13]
- Gesänge nach verschiedenen Dichtern.[14]
- Späte erotische Lieder.[15]
- Echo der Stille (Wilhelm Bergmeier).[16]

Lieder mit Instrumentalbegleitung, Chorwerke
- Singstimmen mit Kammermusik.[17]
- Chorwerke Landleben.[18]
- Religiöse Chorwerke.[19]

Instrumentalmusik
- Es ist ein Schnitter, der heißt Tod, Streichquartett, Opus 3
- Böhmerwaldidylle (1937), Sinfonische Dichtung für Kammerorchester, Opus 10
- Elegie und Reigen, Trio für Violine, Cello und Klavier, Opus 11
- Kleine Hausmusik (10. März 1946), Trio für 2 Violinen und Viola, Opus 11a
- Acht Variationen über ein irisches Volkslied, Klavier zu zwei Händen Opus 18
- Romantische Sonatine (1960), Violine und Klavier Opus 20

## Tonträger
- Böhmerwaldidylle / Lieder, Audio-CD, EAN: 4018673946217, Erscheinungstermin: 18. Mai 1998, Kammerorchester Regensburg, Isenberg (Künstler), Märkl (Künstler).